# Eudoxie Allix-Dubruel
Pour les articles homonymes, voir Allix.
Eudoxie Allix-Dubruel, née le 29 février 1828 à Fontenay-le-Comte et morte le 13 août 1891 à Sceaux, est une pianiste et compositrice française, fondatrice et directrice de cours de musique et de chant appliquant la méthode Galin-Paris-Chevé. Elle est l’épouse de Gaspard Dubruel et la sœur du militant républicain Jules Allix et du médecin Émile Allix.

## Biographie
Née en 1828, Eudoxie Allix, de son nom complet Eudoxie-Marie Allix, tient à partir de 1842 avec ses sœurs Thérèse-Mirza, Bathilde, Augustine et Céline, une institution pour jeunes filles établie dans leur ville natale de Fontenay-le-Comte. Elle y enseigne déjà la musique et compose des morceaux pour ses élèves.
Elle est une élève d'Émile Chevé, promoteur de la méthode d'apprentissage de la musique par la méthode Galin-Paris-Chevé. Elle fonde et dirige des cours de musique qui enseignent la musique et le chant par cette méthode,,,. Elle en sera la directrice pendant quarante ans. En 1865, les cours qu'elle dirige comptent 80 élèves.
Après la mort d'Émile Chevé en 1864, et conformément au souhait exprimé par celui-ci, elle développe à Genève, à partir de 1865, l'apprentissage de la musique par la méthode qu'il a fondée, en donnant des cours au Conservatoire de musique de Genève et pour l'Église protestante de Genève,. Le 3 novembre 1865, elle est nommée Inspectrice honoraire de l'enseignement du chant dans les établissements d'instruction primaire et secondaire du Canton de Genève.
Le 26 mars 1874, elle épouse Gaspard Dubruel, ancien élu du Lot-et-Garonne et ancien Consul général de France à Genève.
En 1882, elle est nommée Officier d'Académie en récompense de son engagement pour l’enseignement de la musique et du chant.

## Distinctions
- Officier d'académie (1882)